# Launchy Tarn (Dale Head)
Der Launchy Tarn ist ein See im Lake District, Cumbria, England.
Der See liegt zwischen dem Honister Pass im Süden und dem Dale Head im Norden unweit südlich des Dalehead Tarn. Der Launchy Tarn hat keine Zuflüsse und keinen Abfluss.